# 66e Match des étoiles de la Ligue nationale de hockey
Match précédent Match suivant

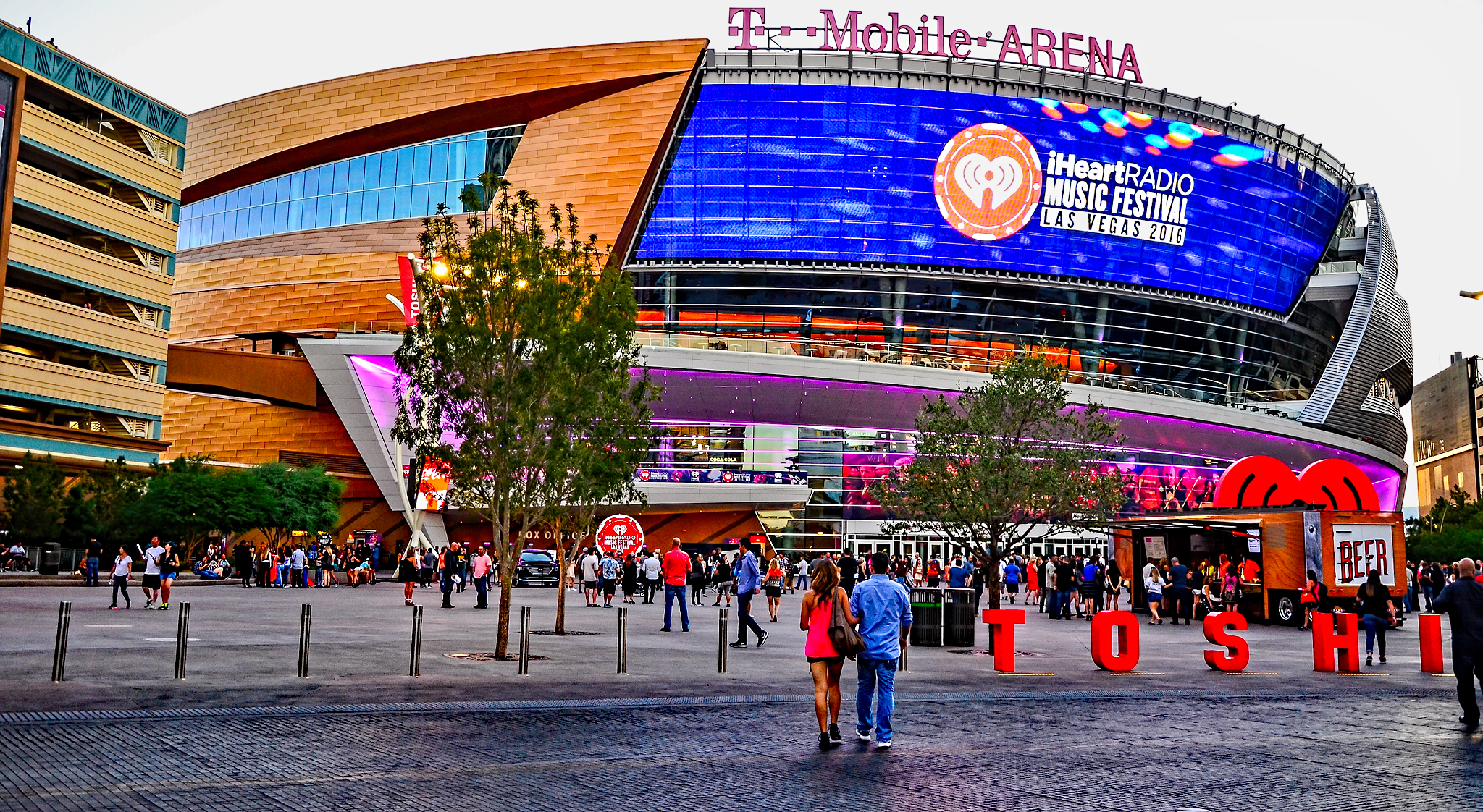
Le T-Mobile Arena, amphithéâtre des Golden Knights de Vegas

Le 66e Match des étoiles de la Ligue nationale de hockey se déroule à Paradise, dans le Nevada, la patinoire des Golden Knights de Vegas. Le Match des étoiles se joue le 5 février.
L'évènement devait initialement se tenir le 30 janvier 2021 au FLA Live Arena à Sunrise, en Floride, la patinoire des Panthers de la Floride. Le concours d'habiletés des étoiles de la LNH 2021 était également prévue la veille du 29 janvier.

## Contexte
La LNH a décerné à Sunrise, en Floride, le match des étoiles 2021, le 24 janvier. La ville a précédemment accueilli le match des étoiles de la LNH en 2003. Lors de leur conférence de presse sur l'état de la ligue, le commissaire de la LNH Gary Bettman et le sous-commissaire Bill Daly ont déclaré que la ligue envisageait de changer le format du Match des étoiles afin qu'il ait une « saveur internationale distincte », en utilisant un modèle similaire à la Coupe du monde de hockey. Le format à élimination simple à quatre équipes, 3 contre 3, avec une équipe représentant chacune des quatre divisions de la ligue, avait été utilisé pour les cinq derniers matchs des étoiles.
La convention collective entre la Ligue nationale de hockey et l'Association des joueurs de la Ligue nationale de hockey (AJLNH) ratifiée le 10 juillet comprend une clause stipulant que lors des années où se déroulent les Jeux Olympiques d'hiver, le match des étoiles peut ne pas avoir lieu pour permettre aux joueurs de se rendre aux jeux. 
Le 22 octobre, la LNH a officiellement annoncé que la Classique hivernale au Minnesota et le Match des étoiles avaient été reportés pour la saison 2020-2021 en raison de « l'incertitude quant au moment où nous serons en mesure d'accueillir nos fans de nouveau dans notre jeu », étant donné que la participation des fans et les évènements qui les accompagnent sont considérés comme « partie intégrante de leur succès ». La LNH a déclaré que les deux évènements ne reviendraient pas avant 2022 au plus tôt et que ces évènements pourraient avoir lieu à Minneapolis et à Sunrise « dans un proche avenir » (mais ne les nommant pas encore les hôtes de 2022),.
Le 28 juin, la ligue annonce que le Match des étoiles aura lieu pour la première fois au T-Mobile Arena de Las Vegas, domicile des Golden Knights de Vegas. Lors de la même journée, la ligue déclare n'avoir pas encore trouvé un accord pour la participation aux Jeux olympiques d'hiver de 2022 et que l'attribution de cet événement à une équipe de la côte Ouest permet aux joueurs de pouvoir s'envoler directement pour Pékin à la fin du match,.
Le 3 septembre, un accord est trouvé entre le comité olympique et la ligue. Une clause stipule cependant qu'en cas d'agravation des conditions sanitaires due à la pandémie, cet accord peut être annulé. Le 22 décembre, la LNH confirme que les joueurs ne pourront pas se rendre aux Jeux olympiques, mais le match des étoiles est lui maintenu.

## Formule de jeu
La structure du Match des étoiles prévoit trois parties d'une durée de vingt minutes chacune. Le premier match voit se confronter les équipes des deux divisions de l'Association de l'Ouest : la division Centrale et la division Pacifique. La seconde partie oppose les deux équipes des divisions de l'Association de l'Est : la division Métropolitaine et la division Atlantique. La confrontation finale du Match des étoiles oppose la division gagnante de chaque partie, les étoiles de l'Est contre les étoiles de l'Ouest. Les matchs se jouent à trois contre trois. Chacune des équipes doit aligner six attaquants, trois défenseurs et deux gardiens. Chacune des trente-et-deux  franchises de la LNH doit être représentée par au moins un joueur. Si après les vingt minutes de jeu, les deux équipes sont à égalité, un tour de tirs de fusillade est disputé ; trois joueurs de chaque équipe tentent de marquer en alternance. Si l'égalité persiste à nouveau, il y a un nouveau tour d'un joueur chaque équipe jusqu'à ce qu'il y ait un vainqueur. Il n'y a pas de période de prolongation.

## Formations
Ci-dessous sont listés les protagonistes sélectionnés pour chacune des quatre formations, répartis par division.
Comme pour les quatre éditions précédentes, les capitaines sont issus du vote des supporters qui a lieu en ligne du 11 décembre au 8 janvier. Les nommés sont Connor McDavid, Auston Matthews, Nathan MacKinnon et Aleksandr Ovetchkine. MacKinnon se blesse avant l'événement, Joseph Pavelski le remplace à titre de capitaine de la division Centrale et Roman Josi est sélectionné pour le remplacer. Ovetchkine étant positif à un test COVID, Giroux est nommé Capitaine de la division métropolitaine et Thomas Wilson est invité à sa place.
Une fois l'effectif dévoilé, les fans peuvent voter pour ajouter un joueur dans chaque équipe (Last Man In), ceux-ci sont annoncés le 18 janvier : Steven Stamkos (Atlantique), Nazem Kadri (Centrale), Mika Zibanejad (Métropolitaine) et Troy Terry (Pacifique).
Les entraîneurs sont dévoilés le 11 janvier, ils sont choisis pour chaque division à partir des équipes qui ont le meilleur pourcentage de victoire en date du 10 janvier (à peu près à mi saison) : Andrew Brunette (Atlantique), Jared Bednar (Centrale), Roderick Brind'Amour (Métropolitaine) et Peter DeBoer (Pacifique).
Certains joueurs doivent être remplacé par suite de blessure, de protocole lié au COVID ou par raison personnelle. En plus de MacKinnon et d'Ovetchkine, Drake Batherson cède sa place à Braeden Tkachuk. Adam Fox est lui remplacé par Ievgueni Kouznetsov. Zibanejad laisse sa place à Jake Guentzel.
Le 2 février, Jonathan Marchessault est invité par la LNH à participer à cet événement, il rejoint l'équipe de la division Pacifique, qui avec un douzième joueur en compte un de plus que les trois autres formations.

### Division Atlantique
| Nom                                       | Équipe                 | Position       | Note                                     |
| ----------------------------------------- | ---------------------- | -------------- | ---------------------------------------- |
| Andrew Brunette                           | Panthers de la Floride | Entraîneur     | 1re participation à un match des étoiles |
| Auston Matthews (C)                       | Maple Leafs de Toronto | Centre         | 4e participation à un match des étoiles  |
| Patrice Bergeron                          | Bruins de Boston       | Centre         | 3e participation à un match des étoiles  |
| Dylan Larkin                              | Red Wings de Détroit   | Centre         | 2e participation à un match des étoiles  |
| Jonathan Huberdeau                        | Panthers de la Floride | Centre         | 2e participation à un match des étoiles  |
| Braeden Tkachuk(remplace Drake Batherson) | Sénateurs d'Ottawa     | Ailier gauche  | 2e participation à un match des étoiles  |
| Nicholas Suzuki                           | Canadiens de Montréal  | Centre         | 1re participation à un match des étoiles |
| Steven Stamkos                            | Lightning de Tampa Bay | Centre         | 7e participation à un match des étoiles  |
| Victor Hedman                             | Lightning de Tampa Bay | Défenseur      | 3e participation à un match des étoiles  |
| Rasmus Dahlin                             | Sabres de Buffalo      | Défenseur      | 1re participation à un match des étoiles |
| Jack Campbell                             | Maple Leafs de Toronto | Gardien de but | 1re participation à un match des étoiles |
| Andreï Vassilevski                        | Lightning de Tampa Bay | Gardien de but | 4e participation à un match des étoiles  |

### Division Métropolitaine
| Nom                                          | Équipe                    | Position       | Note                                     |
| -------------------------------------------- | ------------------------- | -------------- | ---------------------------------------- |
| Roderick Brind'Amour                         | Hurricanes de la Caroline | Entraîneur     | 1re participation à un match des étoiles |
| Claude Giroux (C)                            | Flyers de Philadelphie    | Centre         | 7e participation à un match des étoiles  |
| Sebastian Aho                                | Hurricanes de la Caroline | Ailier gauche  | 2e participation à un match des étoiles  |
| Thomas Wilson(remplace Aleksandr Ovetchkine) | Capitals de Washington    | Ailier droit   | 1re participation à un match des étoiles |
| Jake Guentzel(remplace Mika Zibanejad)       | Penguins de Pittsburgh    | Ailier gauche  | 1re participation à un match des étoiles |
| Jack Hughes                                  | Devils du New Jersey      | Centre         | 1re participation à un match des étoiles |
| Christopher Kreider                          | Rangers de New York       | Centre         | 2e participation à un match des étoiles  |
| Ievgueni Kouznetsov                          | Capitals de Washington    | Ailier droit   | 2e participation à un match des étoiles  |
| Adam Pelech                                  | Islanders de New York     | Défenseur      | 1re participation à un match des étoiles |
| Zachary Werenski                             | Blue Jackets de Columbus  | Défenseur      | 2e participation à un match des étoiles  |
| Frederik Andersen                            | Hurricanes de la Caroline | Gardien de but | 2e participation à un match des étoiles  |
| Tristan Jarry                                | Penguins de Pittsburgh    | Gardien de but | 2e participation à un match des étoiles  |

### Division Centrale
| Nom                                   | Équipe                 | Position       | Note                                     |
| ------------------------------------- | ---------------------- | -------------- | ---------------------------------------- |
| Jared Bednar                          | Avalanche du Colorado  | Entraîneur     | 1re participation à un match des étoiles |
| Joseph Pavelski (C)                   | Stars de Dallas        | Centre         | 4e participation à un match des étoiles  |
| Kyle Connor                           | Jets de Winnipeg       | Ailier gauche  | 1re participation à un match des étoiles |
| Alex DeBrincat                        | Blackhawks de Chicago  | Ailier droit   | 1re participation à un match des étoiles |
| Kirill Kaprizov                       | Wild du Minnesota      | Ailier gauche  | 1re participation à un match des étoiles |
| Clayton Keller                        | Coyotes de l'Arizona   | Centre         | 2e participation à un match des étoiles  |
| Nazem Kadri                           | Avalanche du Colorado  | Centre         | 1re participation à un match des étoiles |
| Jordan Kyrou                          | Blues de Saint-Louis   | Centre         | 1re participation à un match des étoiles |
| Roman Josi(remplace Nathan MacKinnon) | Predators de Nashville | Défenseur      | 4e participation à un match des étoiles  |
| Cale Makar                            | Avalanche du Colorado  | Défenseur      | 1re participation à un match des étoiles |
| Juuse Saros                           | Predators de Nashville | Gardien de but | 1re participation à un match des étoiles |
| Cameron Talbot                        | Wild du Minnesota      | Gardien de but | 1re participation à un match des étoiles |

### Division Pacifique
| Nom                   | Équipe                  | Position       | Note                                     |
| --------------------- | ----------------------- | -------------- | ---------------------------------------- |
| Peter DeBoer          | Golden Knights de Vegas | Entraîneur     | 2e participation à un match des étoiles  |
| Connor McDavid (C)    | Oilers d'Edmonton       | Centre         | 5e participation à un match des étoiles  |
| Leon Draisaitl        | Oilers d'Edmonton       | Centre         | 3e participation à un match des étoiles  |
| Jordan Eberle         | Kraken de Seattle       | Ailier droit   | 2e participation à un match des étoiles  |
| John Gaudreau         | Flames de Calgary       | Ailier gauche  | 6e participation à un match des étoiles  |
| Adrian Kempe          | Kings de Los Angeles    | Ailier droit   | 1re participation à un match des étoiles |
| Timo Meier            | Sharks de San José      | Ailier droit   | 1re participation à un match des étoiles |
| Troy Terry            | Ducks d'Anaheim         | Centre         | 1re participation à un match des étoiles |
| Mark Stone            | Golden Knights de Vegas | Ailier droit   | 1re participation à un match des étoiles |
| Jonathan Marchessault | Golden Knights de Vegas | Ailier droit   | 1re participation à un match des étoiles |
| Alexander Pietrangelo | Golden Knights de Vegas | Défenseur      | 3e participation à un match des étoiles  |
| Thatcher Demko        | Canucks de Vancouver    | Gardien de but | 1re participation à un match des étoiles |
| John Gibson           | Ducks d'Anaheim         | Gardien de but | 3e participation à un match des étoiles  |

## Concours d'habiletés
Les différentes épreuves du concours d'habilités ont lieu la veille du match, soit le 4 février, toujours à Las Vegas.
Le format de la compétition comprend 7 épreuves, dont deux inédites qui auront lieu hors de la glace, le duel dans la Fontaine du Bellagio et le Las Vegas 21 en 2022 se déroulant sur une partie de la Strip.

### Le patineur le plus rapide
Huit joueurs s'affrontent pour réaliser le meilleur temps en un tour de patinoire. Il s'agit d'une course de vitesse où chaque joueur part l'un après l'autre. En cas d'égalité, les patineurs refont un second tour pour se départager. Jordan Kyrou remporte la victoire avec un temps de 13 secondes 550.
| Tour | Joueur              | Équipe                 | Division                | Temps en secondes |
| ---- | ------------------- | ---------------------- | ----------------------- | ----------------- |
| 1    | Kyle Connor         | Jets de Winnipeg       | Division Centrale       | 13,851            |
| 2    | Adrian Kempe        | Kings de Los Angeles   | Division Pacifique      | 13,585            |
| 3    | Christopher Kreider | Rangers de New York    | Division Métropolitaine | 13,664            |
| 4    | Ievgueni Kouznetsov | Capitals de Washington | Division Métropolitaine | 14,559            |
| 5    | Jordan Kyrou        | Blues de Saint-Louis   | Division Centrale       | 13,550            |
| 6    | Dylan Larkin        | Red Wings de Détroit   | Division Atlantique     | 14,116            |
| 7    | Cale Makar          | Avalanche du Colorado  | Division Centrale       | 13,834            |
| 8    | Connor McDavid      | Oilers d'Edmonton      | Division Pacifique      | 13,690            |

### La plus longue série d'arrêts
C'est une épreuve par équipe, les gardiens de chaque division affrontent ensemble les 36 tireurs. Il s'agit de tirs au but regroupés par division et les gardiens doivent réaliser la plus longue série d'arrêts. Chaque duo de gardiens reçoit un minimum de 9 tirs, par les joueurs d'une même division, le capitaine tirant en dernier. Si le dernier tir est arrêté, l’épreuve continue jusqu'à ce qu'un des deux gardien échoue. En cas d'égalité pour la plus longue série, le duo de gardiens qui a réalisé le plus d'arrêts remporte la victoire. le duo de gardien de la division Atlantique (Andreï Vassilevski et Jack Campbell) remporte l'épreuve, stoppant 9 tirs contre les joueurs de la division Métropolitaine.
| Tour | Gardien numéro 1                              | Gardien numéro 2                       | Division                | Meilleure série |
| ---- | --------------------------------------------- | -------------------------------------- | ----------------------- | --------------- |
| 1    | Andreï Vassilevski (Lightning de Tampa Bay)   | Jack Campbell (Maple Leafs de Toronto) | Division Atlantique     | 9 arrêts        |
| 2    | Frederik Andersen (Hurricanes de la Caroline) | Tristan Jarry (Penguins de Pittsburgh) | Division Métropolitaine | 2 arrêts        |
| 3    | Cameron Talbot (Wild du Minnesota)            | Juuse Saros (Predators de Nashville)   | Division Centrale       | 5 arrêts        |
| 4    | Thatcher Demko (Canucks de Vancouver)         | John Gibson (Ducks d'Anaheim)          | Division Pacifique      | 3 arrêts        |

### Duel dans la fontaine
Les joueurs se retrouvent sur une plateforme au milieu de la fontaine du Bellagio. Les joueurs doivent atteindre 4 cibles sur 5 à choix, le plus rapidement possible. l'épreuve se déroule en un tour entre 8 adversaires, puis une finale entre les deux plus rapide. Zachary Werenski remporte l'épreuve, réalisant un temps de 15 secondes 163 au premier tour et de 25 secondes 634. Son adversaire en finale, Roman Josi a rencontré des difficultés avec une cible rapprochée et a conclu l'épreuve en 47 secondes 454.
| Tour | Joueur             | Équipe de LNH            | Division                | Temps lors du premier tour | Temps lors de la finale |
| ---- | ------------------ | ------------------------ | ----------------------- | -------------------------- | ----------------------- |
| 1    | Jordan Eberle      | Kraken de Seattle        | Division Pacifique      | 27,934 secondes            |                         |
| 2    | Claude Giroux      | Flyers de Philadelphie   | Division Métropolitaine | 22,688 secondes            |                         |
| 3    | Jonathan Huberdeau | Panthers de la Floride   | Division Atlantique     | 39,915 secondes            |                         |
| 4    | Jocelyne Lamoureux | Team USA féminin         | -                       | 16,253 secondes            |                         |
| 5    | Roman Josi         | Predators de Nashville   | Division Centrale       | 11,855 secondes            | 47,454 secondes         |
| 6    | Mark Stone         | Golden Knights de Vegas  | Division Pacifique      | 24,696 secondes            |                         |
| 7    | Nicholas Suzuki    | Canadiens de Montréal    | Division Atlantique     | 22,155 secondes            |                         |
| 8    | Zachary Werenski   | Blue Jackets de Columbus | Division Métropolitaine | 15,160 secondes            | 25, 634 secondes        |

### Le tir le plus puissant
Quatre joueurs ont deux essais pour réaliser le tir le plus fort possible, la vitesse étant mesurée en mile à heure. Les joueurs passent en deux tours et le meilleur temps des deux essais est conservé. En cas d'égalité, un troisième tir est réalisé pour départager les joueurs. Victor Hedman enregistre un tir à 103,2 MPH et remporte l'épreuve.
| Tour | Joueur        | Équipe LNH             | Division                | Temps en mp/h |
| ---- | ------------- | ---------------------- | ----------------------- | ------------- |
| 1    | Victor Hedman | Lightning de Tampa Bay | Division Atlantique     | 103,2         |
| 2    | Timo Meier    | Sharks de San José     | Division Pacifique      | 100,1         |
| 3    | Thomas Wilson | Capitals de Washington | Division Métropolitaine | 101,1         |
| 4    | Adam Pelech   | Islanders de New York  | Division Métropolitaine | 102,2         |

### Le défi des échappées
Cinq joueurs affrontent deux gardiens en partant depuis le milieu de la patinoire. Ils ont le droit à deux essais et leur performances sont notées par un jury. Le joueur qui obtient le meilleur total remporte l'épreuve. Les cinq joueurs qui y participent sont : Alex DeBrincat (Blackhawks de Chicago), Jack Hughes (Devils du New Jersey), Kirill Kaprizov (Wild du Minnesota), Alexander Pietrangelo (Golden Knights de Vegas) et Trevor Zegras (Ducks d'Anaheim). Ce dernier réalise toute une performance, ayant les yeux bandé, il s'élance et réalise une feinte de tir et parvient à marquer. Malgré cela, Pietrangelo obtient un meilleur score (un juge lui a attribué une note de 19 sur 10) et même s'il n'est pas parvenu à marquer sur ces deux essais, remporte l'épreuve.

### Le Las Vegas 21 en 2022
Cinq joueurs s'affrontent sur la Strip dans une compétition de tir de précision sur un jeu de carte en format géant. Le but est d'atteindre le nombre de 21, selon les règles du Blackjack avec un nombre minimum de lancer. Le joueur qui remporte deux rondes est déclaré vainqueur. Les cinq participants sont : Nazem Kadri (Avalanche du Colorado), Auston Matthews (Maple Leafs de Toronto), Joseph Pavelski (Stars de Dallas), Steven Stamkos (Lightning de Tampa Bay) et Braeden Tkachuk (Sénateurs d'Ottawa). Pavelski est le vainqueur vainqueur, réussissant une première combinaison As-roi et une seconde As-reine.

### Les tirs de précision
Neufs joueurs s'affrontent pour réaliser le meilleur temps lors d'une épreuve de précision. Positionné à la même distance du filet, les joueurs doivent toucher les 4 cibles placées aux quatre coins du but en tirant sur réception. Le vainqueur est celui qui le réalise le plus rapidement et en cas d'égalité, un nouveau tour est disputer. Sebastian Aho remporte l'épreuve, il ne lui faut que 4 tirs et 10,937 secondes pour terminé cette épreuve.
| Tour | Joueur                | Équipe LNH                | Division                | Temps en secondes |
| ---- | --------------------- | ------------------------- | ----------------------- | ----------------- |
| 1    | Sebastian Aho         | Hurricanes de la Caroline | Division Métropolitaine | 10,937            |
| 2    | Patrice Bergeron      | Bruins de Boston          | Division Atlantique     | 20,947            |
| 3    | Rasmus Dahlin         | Sabres de Buffalo         | Division Atlantique     | 17,205            |
| 4    | Leon Draisaitl        | Oilers d'Edmonton         | Division Pacifique      | 36,943            |
| 5    | John Gaudreau         | Flames de Calgary         | Division Pacifique      | 17,811            |
| 6    | Jake Guentzel         | Penguins de Pittsburgh    | Division Métropolitaine | 12,017            |
| 7    | Clayton Keller        | Coyotes de l'Arizona      | Division Centrale       | 18,997            |
| 8    | Troy Terry            | Ducks d'Anaheim           | Division Pacifique      | 13,491            |
| 9    | Jonathan Marchessault | Golden Knights de Vegas   | Division Pacifique      | 27,782            |

## Résultat des matchs
|  | Demi-finales            | Demi-finales            |                   |   | Finale | Finale |
|  | Demi-finales            | Demi-finales            |                   |   | Finale | Finale |
|  |                         |                         |                   |   |        |        |
|  |                         |                         |                   |   |        |        |
|  |                         |                         |                   |   |        |        |
|  | Division Centrale       | 8                       |                   |   |        |        |
|  | Division Centrale       | 8                       |                   |   |        |        |
|  | Division Atlantique     | 5                       |                   |   |        |        |
|  | Division Atlantique     | 5                       | Division Centrale | 3 |        |        |
|  |                         |                         | Division Centrale | 3 |        |        |
|  |                         | Division Métropolitaine | 5                 |   |        |        |
|  | Division Métropolitaine | Division Métropolitaine | 5                 | 6 |        |        |
|  | Division Métropolitaine |                         |                   | 6 |        |        |
|  | Division Pacifique      | 4                       |                   |   |        |        |
|  | Division Pacifique      | 4                       |                   |   |        |        |

| 5 février 2022 | Centrale | 8-5 (3-2, 5-3) | Atlantique | T-Mobile Arena 17 419 spectateurs |

| Feuille de match | Feuille de match | Feuille de match                                    | Feuille de match | Feuille de match                                                    |
| ---------------- | --- | --------------------------------------------------- | --- | ------------------------------------------------------------------- |
|                  | Kyrou (Keller, DeBrincat) — 2 min 20 s DeBrincat (Kyrou, Keller) — 5 min 25 s Kadri (Makar) — 5 min 56 s Connor (Kadri) — 13 min Kyrou (Josi, Pavelski) — 16 min 36 s Josi (Kyrou) — 17 min 3 s DeBrincat (Kaprizov) — 18 min 7 s Pavelski (Makar, Kaprizov) — 19 min 53 s | 1-0 1-1 2-1 3-1 3-2 3-3 4-3 5-3 5-4 6-4 6-5 7-5 8-5 | Huberdeau (Matthews) — 3 min 28 s Matthews (Huberdeau, Hedman) — 9 min 19 s Bergeron (Campbell, Dahlin) — 11 min 2 s Dahlin — 16 min 48 s Stamkos (Tkachuk) — 17 min 33 s | Arbitrage : Gord Dwyer, Steve Kozari Matt MacPherson, Scott Cherrey |
| Talbot et Saros  | Gardiens | Vassilevski et Campbell                             | | Arbitrage : Gord Dwyer, Steve Kozari Matt MacPherson, Scott Cherrey |
|                  | |                                                     | | Arbitrage : Gord Dwyer, Steve Kozari Matt MacPherson, Scott Cherrey |
| 23               | Tirs | 18                                                  | | Arbitrage : Gord Dwyer, Steve Kozari Matt MacPherson, Scott Cherrey |

| 5 février 2022 | Métropolitaine | 6-4 (3-1, 3-3) | Pacifique | T-Mobile Arena 17 419 spectateurs |

| Feuille de match  | Feuille de match | Feuille de match                        | Feuille de match | Feuille de match                                                    |
| ----------------- | --- | --------------------------------------- | --- | ------------------------------------------------------------------- |
|                   | Wilson (Kouznetsov) — 13 s Giroux (Werenski) — 3 min 8 s Aho (Guentzel) — 3 min 20 s Hughes (Pelech) — 16 min 16 s Guentzel (Giroux) — 17 min 40 s Hughes (Kreider) — 18 min 51 s | 1-0 1-1 2-1 3-1 3-2 3-3 4-3 5-3 6-3 6-4 | Meier (Terry, Gaudreau) — 2 min 27 s Marchessault (Draisaitl, Stone) — 12 min 57 s Eberle (Meier) — 14 min 27 s Stone (Marchessault, Pietrangelo) — 19 min 38 s | Arbitrage : Gord Dwyer, Steve Kozari Matt MacPherson, Scott Cherrey |
| Andersen et Jarry | Gardiens | Vassilevski et Campbell                 | | Arbitrage : Gord Dwyer, Steve Kozari Matt MacPherson, Scott Cherrey |
|                   | |                                         | | Arbitrage : Gord Dwyer, Steve Kozari Matt MacPherson, Scott Cherrey |
| 26                | Tirs | 15                                      | | Arbitrage : Gord Dwyer, Steve Kozari Matt MacPherson, Scott Cherrey |

| 5 février 2022 | Centrale | 3-5 (2-4, 1-1) | Métropolitaine | T-Mobile Arena 17 419 spectateurs |

| Feuille de match | Feuille de match                                                                                          | Feuille de match                | Feuille de match | Feuille de match                                                    |
| ---------------- | --- | ------------------------------- | --- | ------------------------------------------------------------------- |
|                  | Keller (Josi, Pavelski) — 1 min 38 s Kadri (Connor, Kyrou) — 5 min 27 s Pavelski (Kaprizov) — 11 min 19 s | 0-1 1-1 1-2 1-3 2-3 2-4 3-4 3-5 | Kouznetsov (Andersen) — 27 s Giroux (Werenski) — 3 min 33 s Kreider (Hughes) — 4 min 50 s Hughes (Aho) — 7 min 55 s Giroux (Guentzel, Werenski) — 12 min 42 s | Arbitrage : Gord Dwyer, Steve Kozari Matt MacPherson, Scott Cherrey |
| Talbot et Saros  | Gardiens                                                                                                  | Andersen et Jarry               | | Arbitrage : Gord Dwyer, Steve Kozari Matt MacPherson, Scott Cherrey |
|                  | |                                 | | Arbitrage : Gord Dwyer, Steve Kozari Matt MacPherson, Scott Cherrey |
| 24               | Tirs | 18                              | | Arbitrage : Gord Dwyer, Steve Kozari Matt MacPherson, Scott Cherrey |